# Tiroler Landesmuseen
Die Tiroler Landesmuseen-Betriebsgesellschaft m.b.H. ist die Trägergesellschaft von vier Museen, einer Kirche und einem Sammlungs- und Forschungszentrum. Von der Gesellschaft werden für die Öffentlichkeit zugänglich das Tiroler Landesmuseum Ferdinandeum, das Tiroler Volkskunstmuseum, die Hofkirche (Innsbruck), das Zeughaus (Innsbruck) sowie das Tirol Panorama mit Kaiserjägermuseum verwaltet. Das Depot in Hall in Tirol ist nicht öffentlich zugänglich.
Das Land Tirol hält 60 %, der Verein Tiroler Landesmuseum Ferdinandeum 40 % Anteile an der Gesellschaft. Wolfgang Meighörner wurde im Oktober 2006 zum Geschäftsführer bestellt und trat am Beginn des Jahres 2007 seinen Dienst in der neu gegründeten Gesellschaft an. Am 1. November 2019 übernahm Peter Assmann die Geschäftsführung. Der Vertrag wird jedoch auf Wunsch von Assmann vorzeitig per 31. Dezember 2022 aufgelöst. Die Geschäftsführung übernahm ab 1. November 2022 interimistisch Karl C. Berger, Leiter des Tiroler Volkskunstmuseums. Im Mai 2023 wurde bekannt, dass Andreas Rudigier mit 1. Dezember 2023 Geschäftsführer der Tiroler Landesmuseen werden soll.

## Geschichte der Häuser

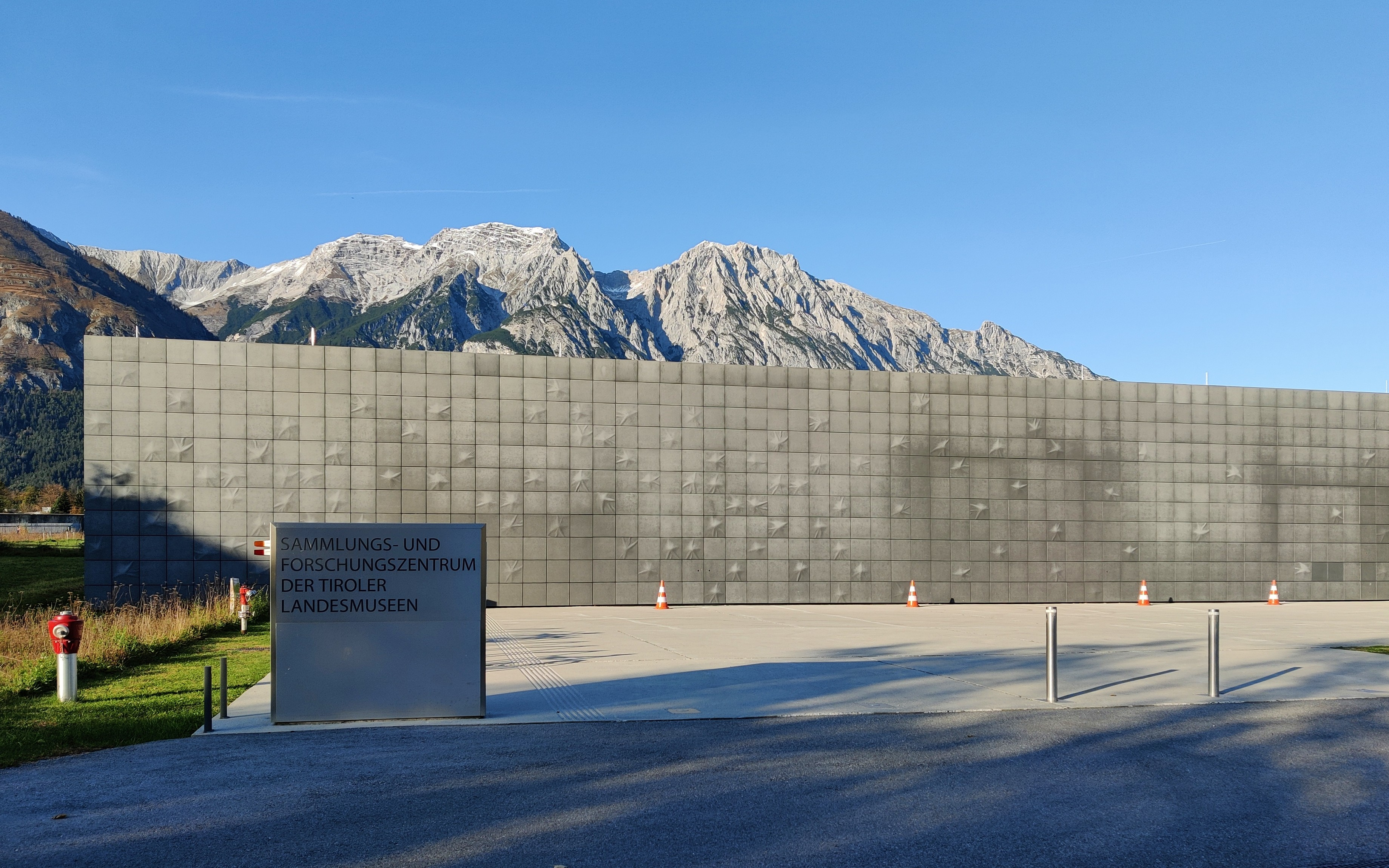
Sammlungs- und Forschungszentrum in Hall in Tirol

2007 wurde vom Land Tirol das Tiroler Landesmuseum Ferdinandeum mit dem Zeughaus, dem Tiroler Volkskunstmuseum, der Hofkirche, dem Kaiserschützenmuseum und dem Volksliedarchiv zusammengeführt. Seit 2011 gehört auch das Tirol Panorama mit Kaiserjägermuseum zur Betriebsgesellschaft. 2017 wurde das Sammlungs- und Forschungszentrum (SFZ) in Hall in Tirol fertiggestellt und konnte 2018 seinen Betrieb aufnehmen.